# 筋学
筋学（きんがく、英: myology、羅: myologia）は、解剖学のうち、運動器系における能動運動器である筋肉について系統的叙述を行う学問である。ただし、支配神経については神経解剖学、栄養血管については脈管学、受動運動器である骨については骨学、靱帯については靱帯学に於いてそれぞれ述べられる。主に骨に付着する筋肉を扱っており、内臓の筋肉については内臓学、感覚器の筋肉については感覚器学で述べられる。関節については骨学と重複することもある。